# Zlatan Vanev
Zlatan Vanev Vasilev –en búlgaro, Златан Ванев Василев– (Shumen, 29 de marzo de 1973) es un deportista búlgaro que compitió en halterofilia.
Ganó tres medallas en el Campeonato Mundial de Halterofilia entre los años 1997 y 2002, y seis medallas en el Campeonato Europeo de Halterofilia entre los años 1996 y 2003.

## Palmarés internacional
| Campeonato Mundial | Campeonato Mundial     | Campeonato Mundial | Campeonato Mundial |
| Año                | Lugar                  | Medalla            | Categoría          |
| ------------------ | ---------------------- | ------------------ | ------------------ |
| 1997               | Chiang Mai (Tailandia) | Medalla de oro     | 70 kg              |
| 1998               | Lahti (Finlandia)      | Medalla de oro     | 77 kg              |
| 2002               | Varsovia (Polonia)     | Medalla de oro     | 85 kg              |
| Campeonato Europeo |                        |                    |                    |
| Año                | Lugar                  | Medalla            | Categoría          |
| 1996               | Stavanger (Polonia)    | Medalla de oro     | 70 kg              |
| 1997               | Rijeka (Croacia)       | Medalla de plata   | 70 kg              |
| 1998               | Riesa (Alemania)       | Medalla de oro     | 77 kg              |
| 2000               | Sofía (Bulgaria)       | Medalla de oro     | 77 kg              |
| 2002               | Antalya (Turquía)      | Medalla de plata   | 77 kg              |
| 2003               | Lutraki (Grecia)       | Medalla de oro     | 85 kg              |